# Ecosoft
НВО«Екософт» - найбільша міжнародна компанія ринку водоочисного обладнання і технологій.  Компанія першою в Україні отримала сертифікат виробника систем водопідготовки, побутових фільтрів і фільтруючих завантажень. У  команді компанії працюють більше 180 професіоналів галузі - інженери і проектувальники, вчені, фахівці технічної підтримки та виробництва, маркетологи, менеджери з продажу та обслуговування клієнтів.

## Напрямки діяльності
Виробляють та реалізують весь спектр продукції для очищення води: від настільних фільтрів-глечиків до унікальних промислових установок продуктивністю в сотні метрів кубічних на годину. Компанія випускає продукцію під чотирма власними торговими марками, а також низкою приватних торгових марок клієнтів (privat label). Розробки експортують в більш ніж 20 країн світу.

## Виробництво
Виробництво НВО «Екософт» розміщується на 2000 м ² і випускає більше 160 найменувань продукції, за багатьма з яких налагоджений повний цикл виробництва. Компанія приділяє багато уваги розвитку виробничої бази і постійно інвестує кошти в її оснащення сучасним технологічним обладнанням. Так, навесні 2012 р. було запущено ділянку з виробництва пластмасових виробів методом лиття під тиском, що дозволило збільшити гнучкість всього виробничого процесу та посилити контроль якості виробів.